# Черепашки-ниндзя: Погром мутантов (саундтрек)
Черепа́шки-ни́ндзя: Погро́м мута́нтов (оригинальный саундтрек) — альбом саундтреков к одноимённому мультфильму 2023 года, написанных Трентом Резнором и Аттикусом Россом. Альбом выпущен лейблом Резнора The Null Corporation 28 июля 2023 года.

## История создания
В мае 2023 года в сети появилась информация о том, что музыку к мультфильму «Черепашки-ниндзя: Погром мутантов» напишут Трент Резнор и Аттикус Росс, а супервайзером музыки выступит Гейб Хилфер. Благодаря тому, что Хилфер был знаком с менеджером Резнора и Росса, он смог организовать для них встречу с режиссёром мультфильма Джеффом Роу и съёмочной группой. По мнению Роу, музыканты согласились встретиться с ним из-за того, что им понравился предыдущий проект Роу, «Митчеллы против машин» (2021), а также спродюсированная Сетом Рогеном кинокомедия «Конец света 2013: Апокалипсис по-голливудски» (2013). Создатели показали дуэту концепт-арты и рассказали, какого художественного замысла они добивались при создании картины. Тогда Резнор и Росс попросили дать им прочесть сценарий, после чего Роген и Роу несколько раз его переписали, чтобы сделать его «пуленепробиваемым», стараясь показать себя с лучшей стороны.
При написании музыки Резнор и Росс старались подражать гаражному року, чтобы саундтрек звучал так, будто его написал подросток. В сцене автомобильной погони мутантов за черепахами звучит песня «What’s Up?» группы 4 Non Blondes; со временем вместо оригинала начинает звучать версия песни под названием «Fabulous Secret Powers», также известная как «ремикс Хи-Мена», от SLACKCiRCUS, ставшая интернет-мемом в 2005 году. Изначально в сцене должен был играть трек «Goochie Goochie Goo» из саундтрека Резнора и Росса, который нравился Роу. После показа картины авторы посчитали, что будет лучше сделать её более забавной, и Роген предложил использовать «безумную версию» песни «What’s Up?». Лейбл The Null Corporation выпустил музыку Резнора и Росса отдельным альбомом 28 июля 2023 года, за пять дней до выхода мультфильма в американский прокат.

## Список композиций
Вся музыка написана Трентом Резнором и Аттикусом Россом.
| №                   | Название                                  | Длительность |
| ------------------- | ----------------------------------------- | ------------ |
| 1.                  | «The Man in the Basement»                 | 3:38         |
| 2.                  | «New Form of Life Itself»                 | 1:12         |
| 3.                  | «Dipshits on a Roof»                      | 0:54         |
| 4.                  | «Murder the Shreks!»                      | 2:03         |
| 5.                  | «Maybe One Day»                           | 0:54         |
| 6.                  | «Something to Love»                       | 2:59         |
| 7.                  | «What’s the Worst That Could Happen?»     | 1:37         |
| 8.                  | «(The Worst That Could Happen)»           | 0:44         |
| 9.                  | «We Only Need Each Other»                 | 1:05         |
| 10.                 | «Grand Theft Ice Cream Truck»             | 2:09         |
| 11.                 | «Techno Cosmic Research Institute»        | 1:26         |
| 12.                 | «Eye of the Tiger, Raph»                  | 0:28         |
| 13.                 | «I Just Met You and You Almost Killed Me» | 0:57         |
| 14.                 | «Accept Us.»                              | 0:10         |
| 15.                 | «Puke Girl»                               | 0:12         |
| 16.                 | «Megamind, Gru-Type ShitT»                | 1:18         |
| 17.                 | «Brought a Mutant to a Ninja Fight»       | 0:51         |
| 18.                 | «We’re Very Well Adjusted»                | 1:33         |
| 19.                 | «Goochie Goochie Goo»                     | 3:09         |
| 20.                 | «She’s Gonna Milk Us»                     | 3:39         |
| 21.                 | «Do You Need a Veterinarian?»             | 1:59         |
| 22.                 | «Enter the 37th Chamber»                  | 3:15         |
| 23.                 | «A Zed and Two Noughts»                   | 2:12         |
| 24.                 | «I Don’t Need That Horse»                 | 0:58         |
| 25.                 | «Better Than Mark Ruffalo»                | 2:30         |
| 26.                 | «Thing from My Past»                      | 0:47         |
| 27.                 | «Conveniently Placed Pizza Van»           | 1:52         |
| 28.                 | «Trapped Like a Rat»                      | 1:32         |
| 29.                 | «Attack On a Titan»                       | 2:15         |
| 30.                 | «Happy Ending / Sewer Home»               | 2:27         |
| Общая длительность: | Общая длительность:                       | 51:01        |

## Отзывы
Тим Грирсон из Screen Daily назвал музыку Резнора и Росса «ошеломляющей», а позднее добавил, что они «дают головокружительную электронную музыку в боевых сценах, а в более спокойные моменты переключаются на более меланхоличные клавишные мелодии». Майя Филлипс из The New York Times назвала саундтрек Резнора и Росса «убийственным», отдав почести «их фирменному дикому, индустриальному року, смешанному с несколькими мягкими интерлюдиями на пианино». Она также ободрила использование в мультфильме Нью-Йоркского хип-хопа для усиления последовательностей. Журналист DiscussingFilm Эндрю Дж. Салазар посчитал дуэт «идеальным для „Черепашек-ниндзя“, привносящим мрачность своими узнаваемыми аналоговыми синтезаторами, которые хорошо сочетаются с андерграундным героизмом черепах». Он также добавил, что им удалось запечатлеть «юношескую энергию четверых братьев-черепах с помощью живой барабанной дроби и композиций».
Айзек Фельдберг из Above the Line написал: «Взрывной, кислотный индустриальный саундтрек от Трента Резнора и Аттикуса Росса создаёт ощущение движения на ракетной тяге, отражая тёмную, неоново-зазубренную цветовую палитру мультфильма, без устали крича о его же определяющем чувстве страстной креативности и неустанного движения вперёд». Рафаэль Мотамайор из /Film также дал свой комментарий: «Трент Резнор и Аттикус Росс дают новую дерзкую музыку, кажущуюся молодёжной и новой для их дуэта, а саундтрек полон нидл-дропов, словно созданных для того, чтобы научить Illumination правильно использовать лицензионную музыку». MovieWeb в своём топе лучших саундтреков Резнора и Росса поместил данную их работу на третье место. «Дуэт придаёт музыке вайб гараж-бэнда, соответствующий зернистому, грязному жилищу в канализации. Также он вливает в него энергию, подходящую героям-подросткам».

## Награды
| Премия | Дата вручения   | Категория                                            | Номинант (-ы)              | Результат | Ист.   |
| ------ | --------------- | ---------------------------------------------------- | -------------------------- | --------- | ------ |
| «Энни» | 17 февраля 2024 | «Лучшая музыка в анимационном полнометражном фильме» | Трент Резнор, Аттикус Росс | Номинация | [ 13 ] |

## Дополнительная музыка
Помимо оригинальной музыки саундтрек «Погрома мутантов» включает в себя песни популярных исполнителей, отобранные так, чтобы хип-хоп Восточного побережья сочетался с сеттингом мультфильма. Множество используемых песен Роген и Роу иногда слушают сами. По словам Рогена, Роу сравнил саундтрек «Погрома мутантов» с музыкой из серии игр Tony Hawk’s. Продюсер описал саундтрек как «набор случайной музыки, общей по духу и энергии». Кроме того, в картине звучит песня Ваниллы Айса «Ninja Rap» из фильма «Черепашки-ниндзя II: Тайна изумрудного зелья» (1991); эту идею предложил Роген. По словам Роу, получить права на использование песни «No Diggity» группы Blackstreet было сложно. Для сцены, в которой звучит эта песня, авторы рассматривали различные альтернативные композиции, в том числе «Ruff Rydersʼ Anthem» от DMX. Тем не менее после просмотра версии мультфильма с «No Diggity» авторами было решено оставить именно её. Официальный плейлист с некоторыми песнями из мультфильма доступен на Spotify.
В картине звучат следующие лицензированные треки:

| - M.O.P. — «Ante Up (Robbin-Hoodz Theory)» - Уэйн Ньютон — «Danke Schoen» - De La Soul и Отис Реддинг — «Eye Know» - Пол Энгеманн — «Scarface (Push It to the Limit)» - Дэвид Сигер и Холли В. Сигер — «The Karate Rap» - Ронни Уолкер — «Love Is An Illusion» - Ванилла Айс — «Ninja Rap» - Хью Масикела — «Riot» - Liquid Liquid — «Cavern» | - ESG — «Dance» - Наташа Бедингфилд — «Unwritten» - Blackstreet при участии Доктора Дре и Queen Pen — «No Diggity» - Гуччи Мейн, Бруно Марс и Kodak Black — «Wake Up in the Sky» - Ol’ Dirty Bastard — «Shimmy Shimmy Ya» - 4 Non Blondes — «What’s Up?» - BTS — «Butter» - Бобби Винтон — «Mr. Lonely» - A Tribe Called Quest — «Can I Kick It?» |

## Чарты
| Чарт (2023)                              | Высшая позиция |
| ---------------------------------------- | -------------- |
| Великобритания (UK Soundtrack Albums)    | 31             |
| Великобритания (UK Digital Albums Chart) | 80             |